# گرمابه نو
گرمابه نو مربوط به دوره قاجار است و در قزوین، خیابان مولوی، پایین تراز چهار راه بازار واقع شده و این اثر در تاریخ ۱۹ مرداد ۱۳۸۴ با شمارهٔ ثبت ۱۲۸۹۶ به‌عنوان یکی از آثار ملی ایران به ثبت رسیده است.